# Bonnier Business Press
Bonnier Business Press är ett svenskt tidskriftsförlag, ägt av Bonnier AB. Man ger ut de dagliga affärsnyhetstidningarna Dagens Industri i Sverige och Dagbladet Børsen i Danmark. På den svenska marknaden finns även veckomagasinet DiWeekend. Sedan kommunismens fall har man även etablerat sig i Östeuropa, med affärstidningar i åtta länder. Utöver detta driver man även en ukrainsk webbplats med affärsnyheter.

## Utgivning
- Dagens Industri och DiEgo (Sverige)
- Dagbladet Børsen (Danmark)
- Business.hr (Kroatien)
- Delovoj Peterburg (Ryssland)
- Dienas Bizness (Lettland)
- Finance (Slovenien)
- Pari (Bulgarien)
- Puls Biznesu (Polen)
- Verslo Zinios (Litauen)
- Äripäev (Estland)
- Rynok.biz (Ukraina - enbart webbsida)